# 紐因頓 (新罕布什爾州)
紐因頓（英語：Newington）是一個位於美國新罕布什爾州羅京安縣的鎮。

## 人口
根據2020年美國人口普查的數據，紐因頓的面積為32.00平方千米，當中陸地面積為21.00平方千米，而水域面積為11.00平方千米。當地共有人口811人，而人口密度為每平方千米25人。